# Route départementale 128 (Essonne)
Pour les articles homonymes, voir Route départementale 128.
La route départementale 128 est une route départementale située dans le département français de l'Essonne et dont l'importance est restreinte à la circulation routière locale.
Située sur le plateau de Saclay, elle relie l'École polytechnique (Palaiseau) avec Saint-Aubin. Située dans un environnement de grandes écoles et de centres de recherche, elle a été numérotée 128 par référence à la Route 128 du Massachusetts, symbole de la reconversion de la région de Boston dans les activités de pointe, sur proposition de Robert Trimbach (maire de Gif-sur-Yvette), et Michel Pelchat, vice-président du Conseil général.